# Castelo de Pinhel
O Castelo de Pinhel localiza-se na cidade, freguesia e município de Pinhel, no distrito da Guarda, em Portugal.
Fortificação da raia beirã com o reino de Leão em tempos medievais, ergue-se em posição dominante na Serra da Marofa, à margem esquerda do rio Côa.
O Castelo de Pinhel, juntamente com o Pelourinho de Pinhel, são os símbolos mais importantes da Cidade Falcão.
O Castelo de Pinhel está classificado como Monumento Nacional desde 1950.

## História

### Antecedentes
A primitiva ocupação humana de seu sítio remonta a um castro pré-histórico, atribuído ora aos Túrdulos em 500 a.C., ora aos Lusitanos, posteriormente romanizado, quando passou a vigiar a estrada romana que cruzava a região da atual Pinhel. Após a queda do Império Romano do Ocidente, essa modesta fortificação mergulhou na obscuridade.

### O castelo medieval
A época da Reconquista cristã da Península Ibérica, com a afirmação da nacionalidade portuguesa, D. Afonso Henriques (1112-1185) procedeu ao repovoamento e reforço das defesas de Pinhel. O seu sucessor, D. Sancho I (1185-1211) deu prosseguimento a essa tarefa, outorgando Carta de Foral a Pinhel (1189 segundo alguns, 1209 segundo outros), de quando datará o início da construção do castelo medieval, concluído sob o reinado de D. Afonso II (1211-1223), que lhe passou novo foral em 1217.
Integrante do território de Ribacôa, disputado ao reino de Leão por D. Dinis (1279-1325), a sua posse definitiva para Portugal foi assegurada pelo Tratado de Alcanizes (1297). O soberano, a partir de então, procurou consolidar-lhe as fronteiras, fazendo reedificar o Castelo de Alfaiates, o Castelo de Almeida, o Castelo Bom, o Castelo Melhor, o Castelo Mendo, o Castelo Rodrigo, o Castelo de Pinhel, o Castelo do Sabugal e o Castelo de Vilar Maior.
Desta forma, nas palavras do cronista, o soberano "fez Pinhel e o seu castelo" (Rui de Pina, Crónica de D. Dinis). Na realidade, o castelo foi ampliado, adquirindo em 1282 o principal de suas atuais feições, com seis torres e cerca envolvendo a antiga vila.
Quando da eclosão da crise de 1383-1385, a vila tomou partido pelo Mestre de Avis, sendo, por esta razão, o seu termo um dos primeiros a ser pilhado na Primavera de 1385, quando as tropas castelhanas, invadindo Portugal, atravessaram a Beira Alta de Almeida a Viseu, vindo depois a ser derrotadas no seu regresso, em Trancoso. Cerca de dois meses mais tarde, em Julho, contemplou a passagem das tropas castelhanas sob o comando de D. João I de Castela rumo à batalha de Aljubarrota.
Posteriormente, em 1396 e 1398, quando se repetiram as invasões castelhanas pelas terras da Beira, a região e seu castelo mantiveram-se em alerta. Os anos em estado de beligerância acarretaram o abandono dos campos e consequente crise económica, agravados em meados do século XV pelo assalto e saque da vila e arredores por D. Gonçalo Coutinho, um senhor da terra, por razões do campo da honra.
Sob o reinado de Manuel I de Portugal (1495-1521), a vila recebeu o Foral Novo (1510), época em que o soberano procedeu a obras de remodelação das defesas e do castelo.

### Da Guerra da Restauração aos nossos dias

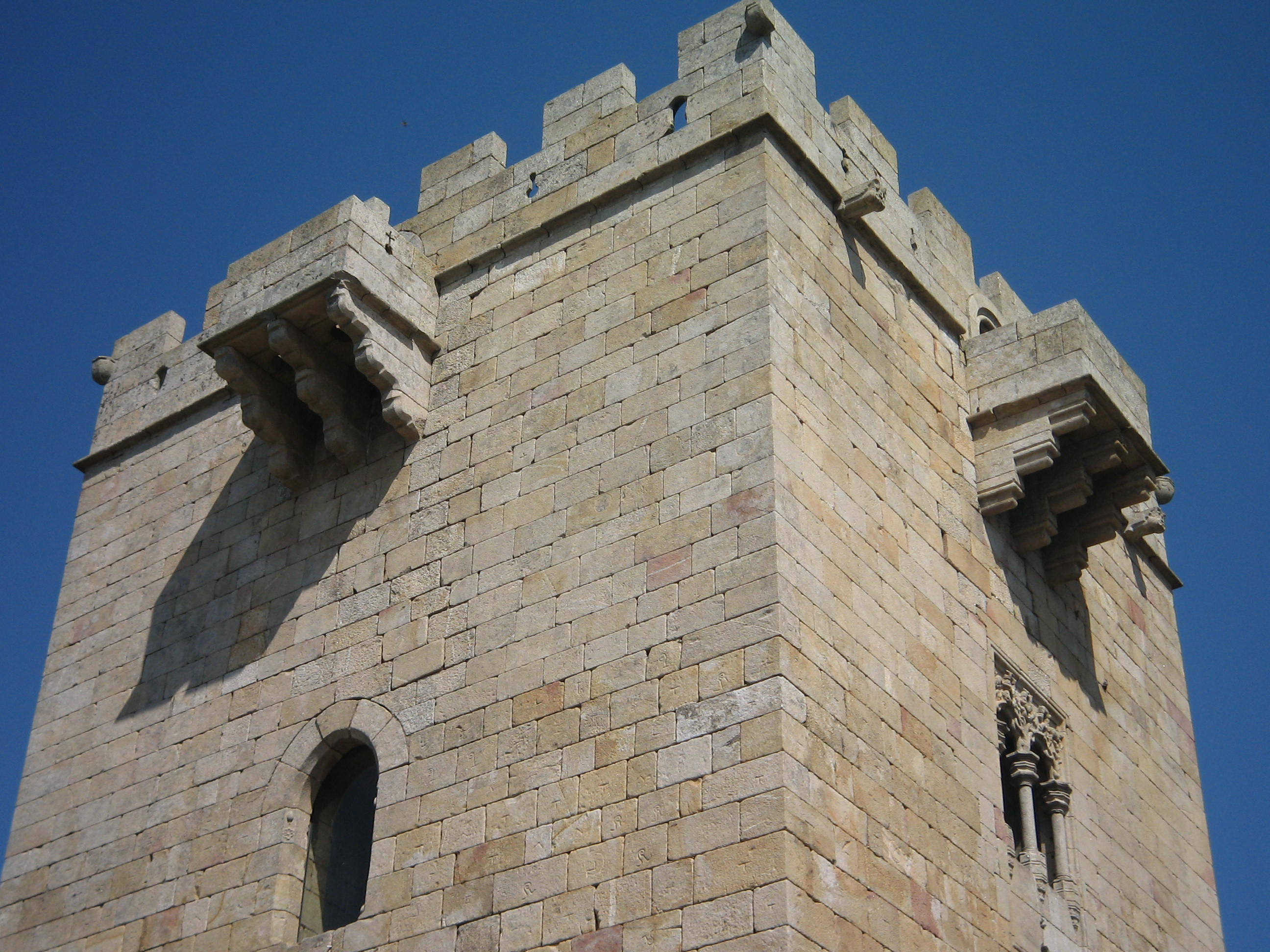
Torre de Menagem (pormenor)

No contexto da Guerra da Restauração, na segunda metade do século XVII, as defesas do castelo foram modernizadas, quando recebeu um reduto defensivo, adaptado aos então modernos tiros da artilharia. Pinhel constituiu-se, à época, no centro da defesa da região, comandando as fortificações da Ribeira de Massueime, o Castelo de Alverca, as defesas da Atalaia, do Bogalhal, de Cidadelhe, de Póvoa de El-Rei, de Castro das Gouveias, além das atalaias do Carvalhal e da Granja.
Posteriormente, durante o reinado de D. José I (1750-1777), a 25 de Agosto de 1770, Pinhel foi elevada a cidade. No início do século XIX, quando da Guerra Peninsular, a vila e seu castelo foram ocupadas pelas tropas napoleónicas sob o comando do general Loison (1810). Em meados do século XX, o castelo foi classificado como Monumento Nacional por decreto publicado em 2 de Maio de 1950.
Mais recentemente (Agosto de 1999), foram iniciadas obras de revitalização sob a orientação do IPPAR, tendo-se registrado problemas de infiltrações de águas pluviais nas torres em 2002. Com a solução do problema, o castelo recebeu, em 2005, o primeiro miradouro virtual da Europa, com projeto e implantação a cargo da empresa de tecnologias YDreams, ao custo de 100 mil euros.

## Características

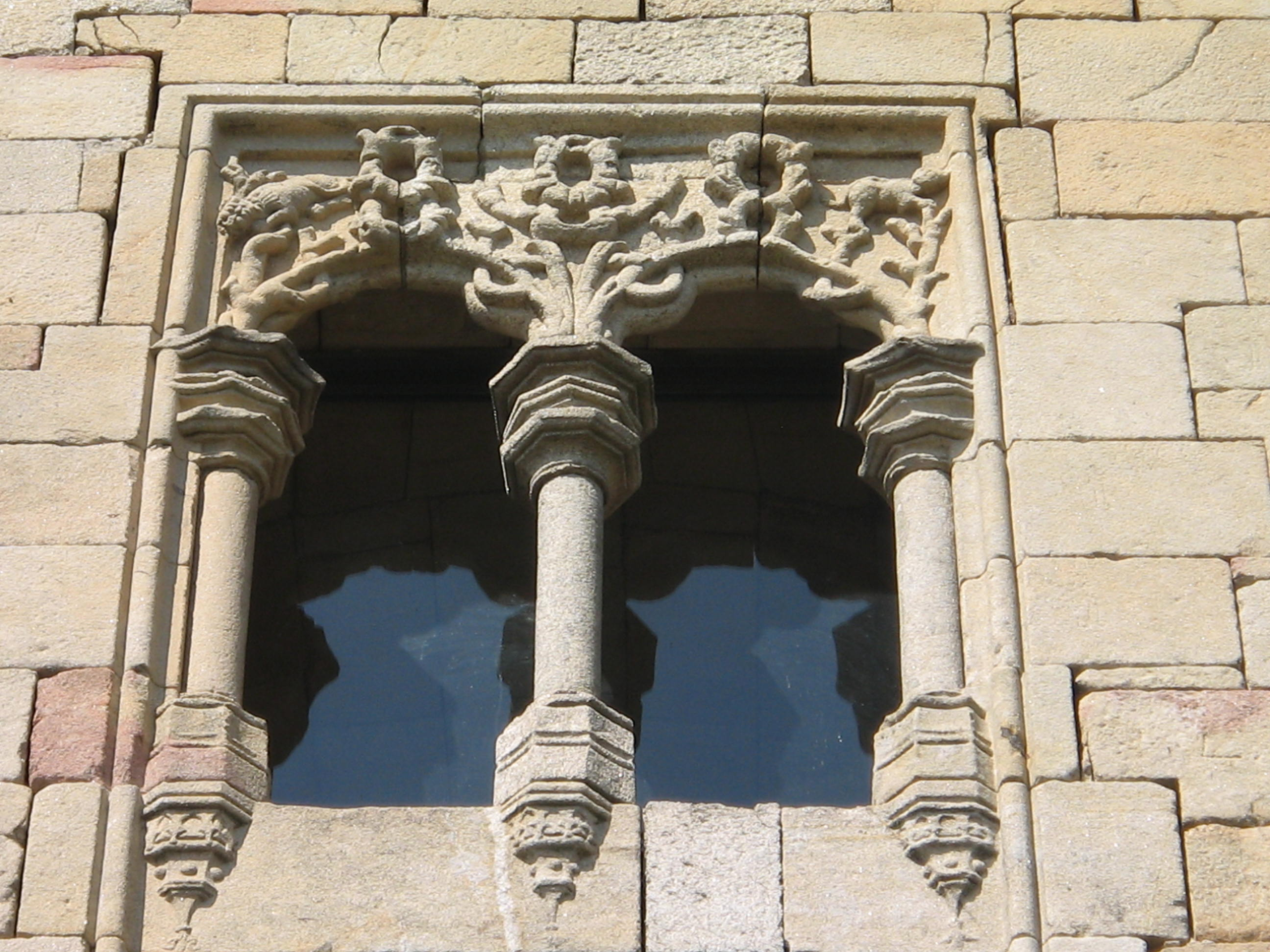
Janela Manuelina (pormenor)

Erguido na cota de 600 metros acima do nível do mar, este castelo urbano apresenta planta no formato oval, com a muralha envolvendo a colina e o centro histórico. Esta muralha, em aparelho de granito, era reforçada originalmente por seis torres de planta quadrada (das quais restam apenas duas) às quais correspondiam igual número de portas: a Porta de Santiago, em arco pleno, a da Vila, a de São João, a de Marrocos, a de Alvacar e a de Marialva.
No interior da praça de armas erguem-se duas torres ameadas, a mais elevada, a Leste, é a Torre de Menagem, obra de D. Dinis, reformada por D. Manuel I. Apresenta gárgulas salientes, balcões sustentados por mísulas, com sistema de matacães, portas em arco quebrado, seteiras cruciformes, merlões retangulares. Sob estes foram rasgadas janelas, uma das quais é geminada e ostenta decoração naturalista em verga manuelina. O interior da torre apresenta um salão coberto por uma abóbada nervurada, obra também pertinente ao reinado de D. Manuel I. A outra torre, a Oeste, de planta quadrada, foi utilizada, no passado, como prisão, conservando uma janela ogival dessa época.
Três cisternas, dentro da cidadela, junto à Porta da Vila e à Porta de Santiago, garantiam o abastecimento de água potável.